# Бенгтшер (маяк)
Бенгтшер (фин. Bengtskär) — маяк в Архипелаговом море примерно в 25 километрах к юго-западу от города Ханко, Финляндия. Маяк был построен в 1906 году на острове Бенгтшер архипелага Шхеры. Он является самым высоким в скандинавских странах. Высота маяка составляет 45,8 м, высота над уровнем моря — 51 м.
26 июля 1941 года время советско-финской войны (1941—1944) советская десантная группа предприняла попытку захватить остров и взорвать маяк, который использовался для наблюдения за советскими кораблями в фарватере Финского залива. Финский гарнизон острова сумел отбить нападение. Обе стороны потеряли по несколько десятков человек убитыми, 28 советских военных были взяты в плен. Маяк был повреждён, но не разрушен.
В конце 1960-х годов маяк был автоматизирован. К 1990-м годам маяк находился в запустении. В 1-й половине 1990-х годов университет Турку взял его в аренду и отремонтировал. В 1995 году маяк Бенгтшер был открыт для туристов.
В наши дни маяк является популярным туристическим объектом, ежегодно его посещают примерно от 13 000 до 15 000 туристов. В здании смотрителя маяка устроен музей и небольшая гостиница. Посещение открыто ежедневно с июня по сентябрь.

## История

### Строительство

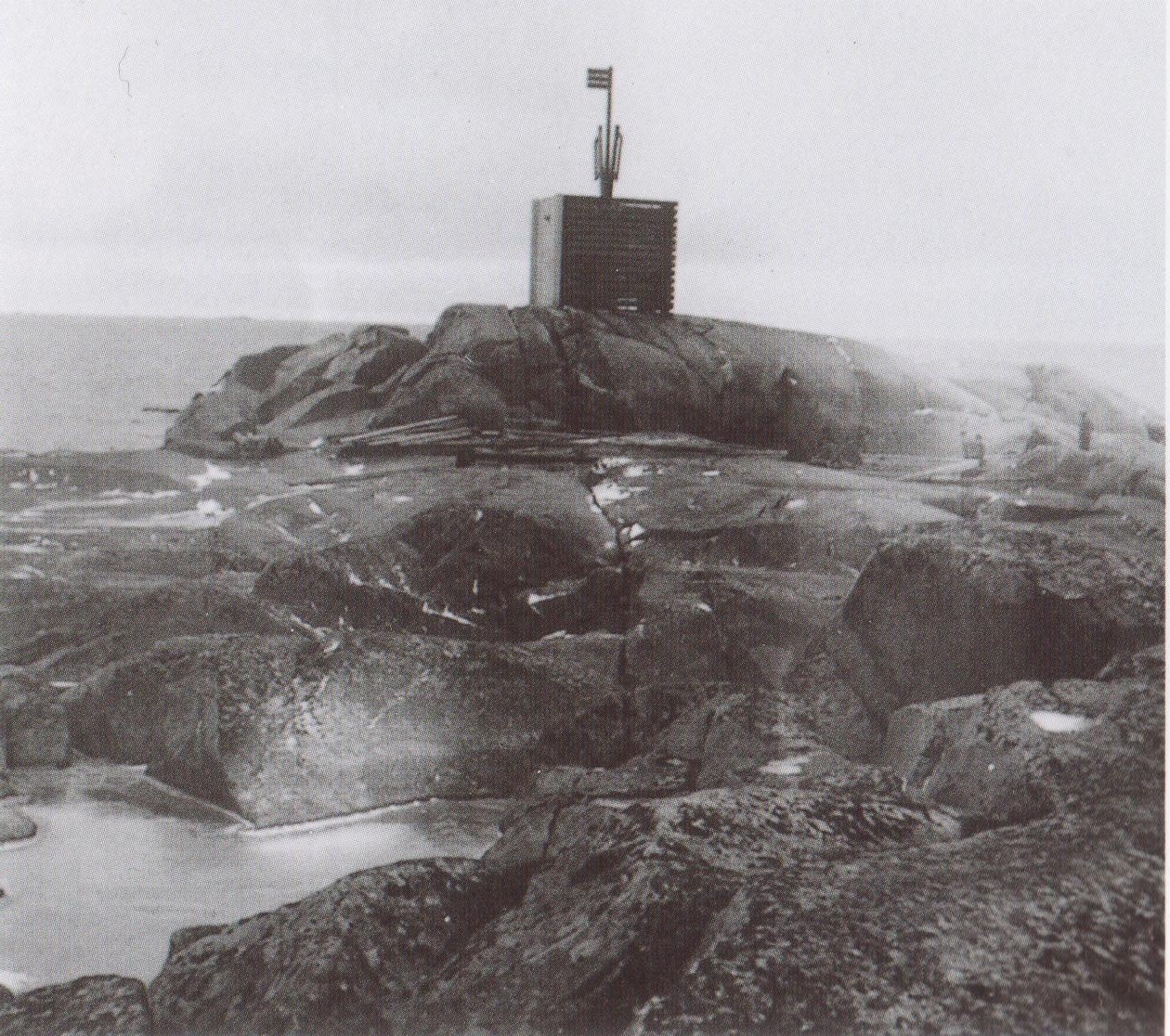
Предыдущий опознавательный знак на острове, снесённый в 1906 г.

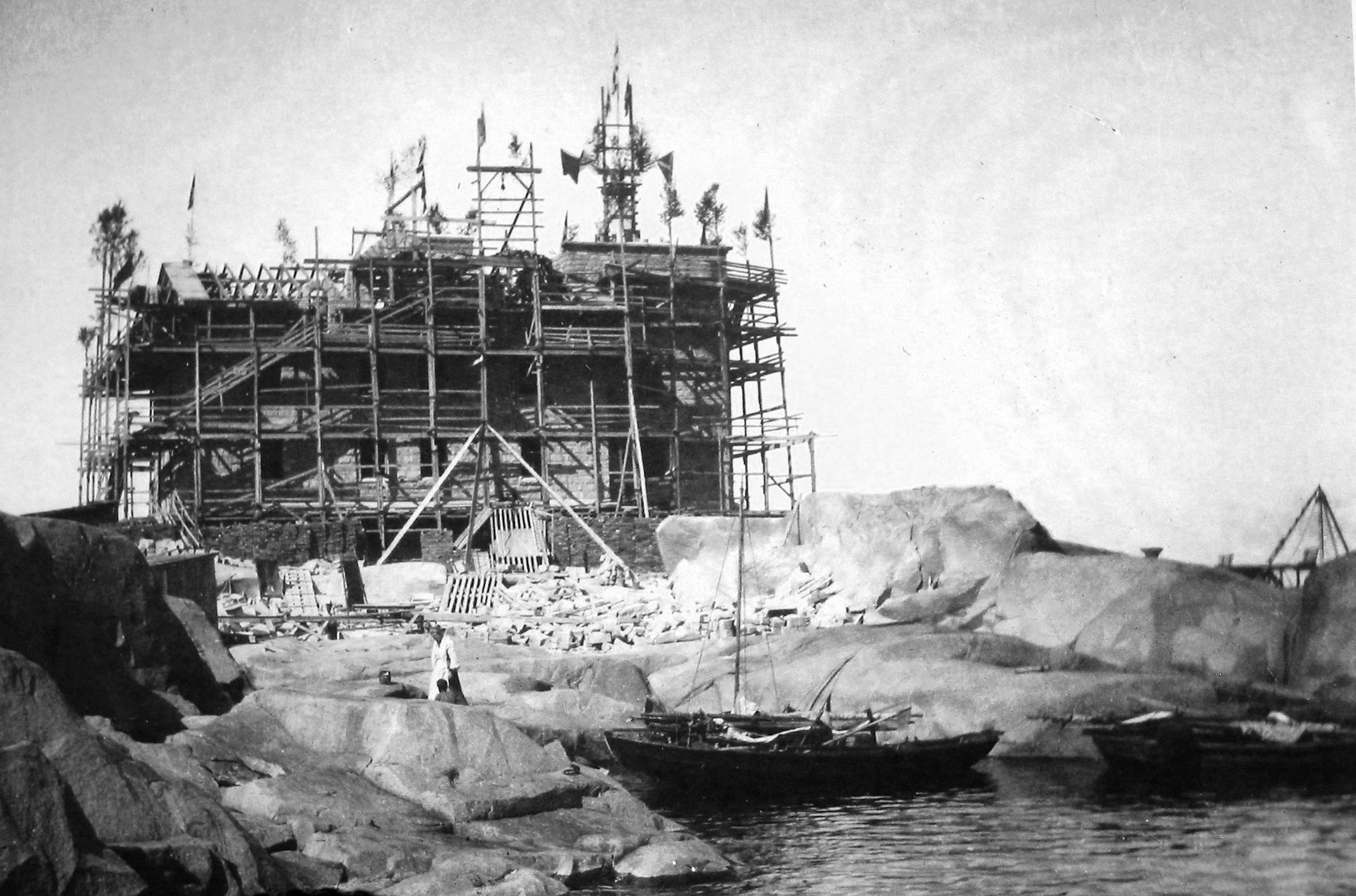
Строящийся маяк 11 августа 1906

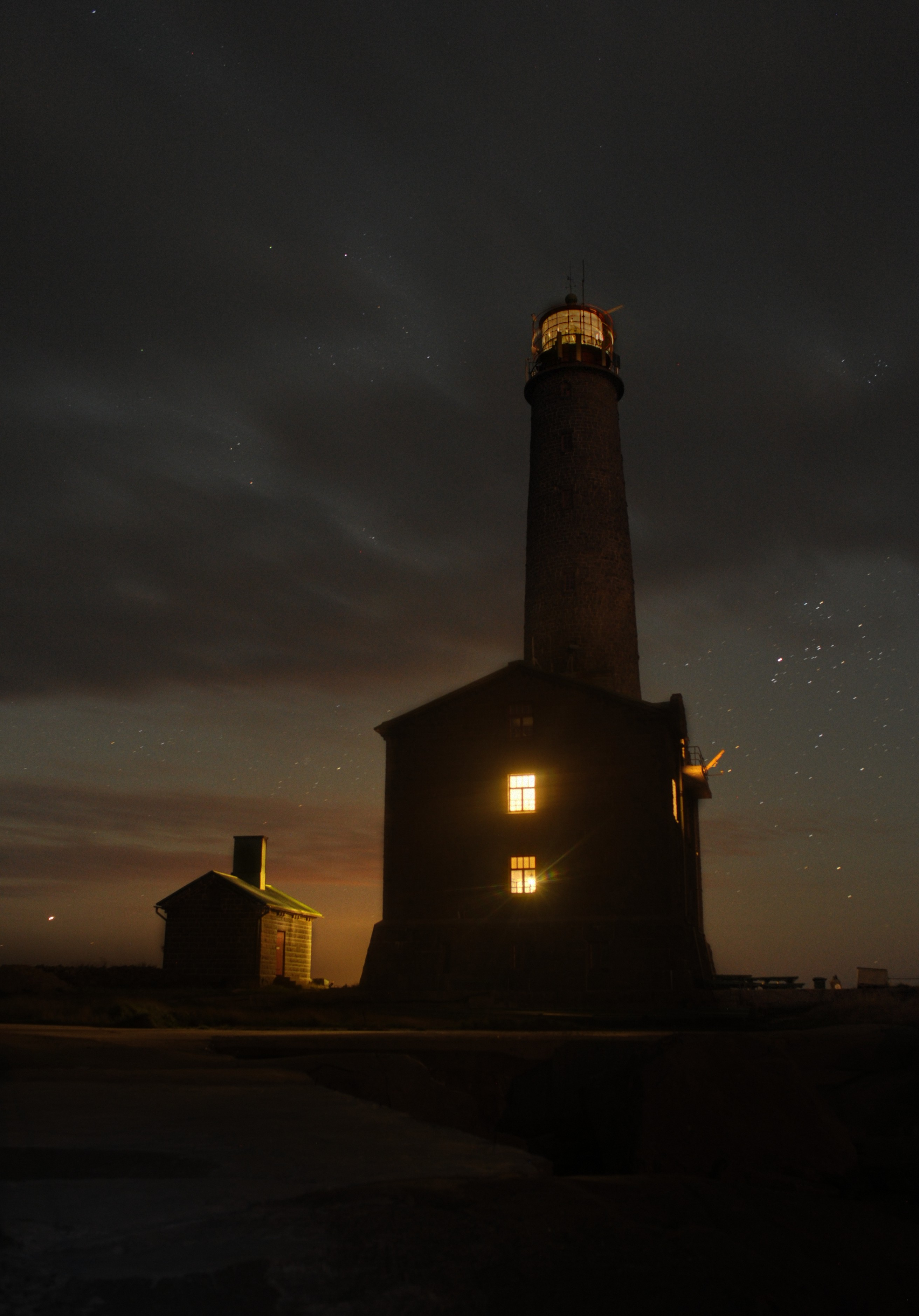
Маяк Бенгтшер ночью

Решение о строительстве маяка было принято в 1905 году после того как в Финском заливе неподалёку от острова Бенгтшер сел на мель и затонул затонул пароход SS Helsingfors. Строительство было поручено финскому архитектору Флорентину Гранхольму. К строительству маяка приступили в начале 1906 года. На острове были высококачественные гранитные образования, этот камень использовался строителями для фундамента и облицовки здания. К середине июля 1906 года на стройке было занято около 120 человек. Всего на строительство маяка ушло почти полмиллиона кирпичей. В августе 1906 года была сооружена крыша жилого здания маяка. На торжественной церемонии присутствовал сенатор Отто Доннер, в тот день проектные планы и другие документы о маяке были помещены в стену здания в капсуле времени.
Строители продолжили работать над башней и 252-ступенчатой винтовой лестницей, ведущей к фонарю. Специальный газовый фонарь, спроектированный и изготовленный в Париже, был доставлен в Бенгтшер и установлен на вершине башни. Лампа была включена 19 декабря 1906 года. Её яркий луч вспыхивал трижды за период в двадцать секунд, и его можно было увидеть на расстоянии до 20 морских миль.
Зимой 1907 года на крыше жилого здания маяка был установлен туманный горн, подававший звуковые сигналы судам в условиях низкой видимости. Звуковой сигнал можно было услышать расстоянии до 15 морских миль. Во время работы туманного горна стены жилого здания маяка начинали дрожать.
Маяк изначально обслуживали смотритель, три его помощника и машинист. Они жили на маяке вместе с семьями. Если первоначально на маяке проживали 15 человек, то к 1930-м годам из-за роста семей на маяке жили уже 40 человек.

### Первая мировая война
После начала Первой мировой войны в августе 1914 года работники маяка вместе с семьями были эвакуированы на материк, а фонарь был убран в хранилище. В том же году маяк обстреляли лёгкие крейсера ВМС Германии Magdeburg и Augsburg. Гранитные стены маяка получили лишь незначительные повреждения.
Летом 1915 года работники маяка с семьями вернулись на Бенгтшер. Из-за большого количества мин Финский залив некоторое время был небезопасен для судоходства, и маяк возобновил полноценную работу только в 1919 году.

## Маяк в литературе
Маяк Бенгтшер упоминает Муми-папа в книге финской писательницы Туве Янссон «Муми-папа и море»: «Этот маяк — вероятно, самый большой из когда-либо построенных. Причем, ты понимаешь, что он стоит на последнем острове перед краем света? За этим островом уже никто не живет, там простирается лишь бескрайнее море».